# Kuki-Chin jezici
Kuki-Chin jezici, velika skupina sinotibetskih jezika koja je dio šire skupine kuki-čin-naga s kojima ulazi u sastav tibetsko-burmanskih jezika. Obuhvaća 50 jezika unutar 3 podskupine, sjeverna sa (27) jezika, centralna sa (11) jezika i južna sa Southern (12) jezika.
Ovim jezicima služe se Kuki i Chin plemena na području Burme, Indije i Bangladeša.
a) Centralni kuki-chin jezici (11): bawm chin [bgr] (Indija); haka chin [cnh] (Burma); ngawn chin [cnw] (Burma); senthang chin [sez] (Burma); tawr chin [tcp] (Burma); zotung chin [czt] (Burma); darlong [dln] (Indija); hmar [hmr] (Indija); mizo [lus] (Indija); pangkhua [pkh] (Bangladeš); zyphe [zyp] (Burma).
b) Sjeverni kuki-chin jezici (27): aimol [aim] (Indija); anal [anm] (Indija); biete [biu] (Indija); falam chin [cfm] (Burma); paite chin [pck] (Indija); siyin chin [csy] (Burma); tedim chin [ctd] (Burma); thado chin [tcz] (Indija); chiru [cdf] (Indija); Gangte jezik [gnb] (Indija); hrangkhol [hra] (Burma); kom [kmm] (Indija); lamkang [lmk] (Indija); chothe naga [nct] (Indija); kharam naga [kfw] (Indija); monsang naga [nmh] (Indija); moyon naga [nmo] (Indija); purum naga [puz] (Indija); tarao naga [tro] (Indija); purum [pub] (Burma); ralte [ral] (Burma); ranglong [rnl] (Indija); sakachep [sch] (Indija); simte [smt] (Indija); vaiphei [vap] (Indija); yos [yos] (Burma); zo [zom] (Burma).
c) Južni kuki-chin jezici (12): daai chin [dao] (Burma); mara chin [mrh] (Indija); mro chin [cmr] (Burma); mün chin [mwq] (Burma); nga la [hlt] (Burma); welaung [weu] (Burma)
Khumi (2): khumi hin [cnk] (Burma); khumi awa chin [cka] (Burma)
Sho (4): asho chin [csh] (Burma); bualkhaw chin [cbl] (Burma); chinbon chin [cnb] (Burma); shendu [shl] (Indija)

## Vanjske poveznice
- Ethnologue (14th)
- Ethnologue (15th)